# 沙元菊
沙元菊（1960年—），河南商丘人，回族，中华人民共和国政治人物、第十二届全国人民代表大会山东地区代表。
山东省曹县诚辉皮毛经贸有限公司负责人。2013年，担任全国人大代表。